# 川 (上尾市)
川（かわ）は、埼玉県上尾市の町名および大字。現行行政地名は川一丁目・二丁目、および大字川。住居表示未実施地区。郵便番号は362-0048。
市の統計などでは大谷地区で分類されている。

## 地理
埼玉県の中央地域（県央地域）で、上尾市南東部 の大宮台地上 に位置する。鴨川流域は低地で台地との間は傾斜が極めて緩く、その境界は不明瞭である。
東側を富士見、南側を向山、西側から北側にかけて今泉と接する。市民体育館通りの北側に位置する大字川の境界は大字今泉と複雑に錯綜し、現在でも大小の飛地がある。地区の東端を鴨川が流れ、北から富士見橋や鴨川橋が架かる。また、地内を今泉雨水第2幹線（今泉都市下水路）が流れ、鴨川に合流している。
地区は大字も含めた全域が市街化区域 で主に第一種低層住居専用地域（主要な通り沿いは第一種中高層住居専用地域や第二種住居地域）に指定され、全体的に区画整理された住宅地が広がっているが、大字川には一部生産緑地地区として耕作地も残る。かつては水田も見られた。

## 歴史
もとは江戸期より存在した武蔵国足立郡大谷領に属する川村、古くは、周辺の今泉村、向山村、壱丁目村などと共に1村の大谷村であったと云われている。向山村に飛地があった。村高は正保年間の『武蔵田園簿』では154石（田61石余、畑89石余、山高3石余）、『元禄郷帳』および『天保郷帳』によると123石余であった。助郷は中山道上尾宿に出役していた。化政期の戸数は20軒で、村の規模は東西4町余、南北2町余であった。地名は諸説あり鴨川に由来する説や、川端など、川の字を含む地名から川の字だけが残ったことよるものと云われている。
1875年（明治8年）の農業産物高は武蔵国郡村誌によると米15石、大麦60石、小麦15石、大豆18石、小豆8石、栗10石、蕎麦3石、甘藷720貫であった。
- はじめは幕府領、1624年（寛永元年）より知行は旗本柴田氏となる[8]。なお、検地は1661年（寛文元年）に実施[13]。
- 1698年（元禄11年）より上知され再び幕府領となる[8]。
- 幕末の時点では足立郡川村であった。明治初年の『旧高旧領取調帳』の記載によると、代官大竹左馬太郎支配所が管轄する幕府領であった[注釈 1][16]。
- 1868年（慶応4年）6月19日 - 旧幕府領が武蔵知県事・山田政則（忍藩士）の管轄となる。
- 1869年（明治2年） 
  - 1月13日 - 武蔵知県事・宮原忠英の管轄区域に大宮県を設置、同県の管轄となる。県庁は東京府馬喰町に置かれる。
  - 9月29日 - 県庁が浦和に置かれ浦和県に改称。
- 1871年（明治4年）11月13日 - 第1次府県統合により埼玉県の管轄となる。
- 1872年（明治5年）3月 - 大区小区制施行により第19区に属す[16][17]。
- 1879年（明治12年）3月17日 - 郡区町村編制法により成立した北足立郡に属す。郡役所は浦和宿に設置。
- 1884年（明治17年）7月14日 - 連合戸長役場制により成立した小泉村連合に属す。連合戸長役場は小泉村に設置[18]。
- 1889年（明治22年）4月1日 - 町村制施行に伴い、川村を含む区域をもって大谷村が成立。川村は大谷村の大字川となる[8]。
- 1920年（大正9年） - 地内の十福寺（浄土宗、十連寺末）が火災で全焼する[19]。
- 1941年（昭和16年） - 地内の十福寺が十連寺と合寺される[20]。墓地が現存する。
- 1955年（昭和30年）1月1日 - 町村合併促進法の施行に伴い、大谷村が上尾町・平方町・原市町・大石村・上平村と合併によって新たな上尾町となったことに伴い[21]、上尾町の大字となる。
- 1956年（昭和31年）11月27日 - 地内の鴨川に架かる鴨川橋の架け替え工事が同月下旬に完了し、渡り初めが行なわれる[22][注釈 2]。工事は岩崎工業が請負った。
- 1958年（昭和33年）7月15日 - 上尾町が市制施行され[21]、上尾市の大字となる。
- 1971年（昭和46年）5月20日 - 上尾市立西中学校の校舎の落成に伴い、上尾市立上尾中学校の仮校舎より移転する[23]。
- 1972年（昭和47年） - 地内に鎮座する神明神社を、十福寺の跡地である現在地に遷座する[19]。なお、旧境内地は現在の市民体育館の敷地の一部[注釈 3]となる。
- 1973年（昭和48年） - 地内に「双葉台幼稚園」が開園する。
- 1975年（昭和50年）10月 - 地内に都市計画道路「上尾平方線」が開通する[24]。
- 1982年（昭和57年）1月22日 - 大谷北部第三特定土地区画整理事業の都市計画決定[25]。
- 1991年（平成3年）12月1日 - 「川の大じめ」が市の無形民俗文化財に指定される[26]。
- 1993年（平成5年）12月28日 - 大谷北部第二地区土地区画整理事業の都市計画決定[25]。
- 2005年（平成17年）9月17日 - 大谷北部第三特定土地区画整理事業の完成[25] により地番変更を実施、大字川の一部より川一・二丁目が成立。残部の大字川は存続。また、大字川の一部が向山一〜四丁目の一部となる。
- 2007年（平成19年）1月23日 - 大谷北部第四地区土地区画整理事業の都市計画決定[25]。
- 2011年（平成23年）3月 - 地内の鴨川に埼玉県の水辺再生100プラン事業により富士見親水公園の整備が完了する[27]。
- 2020年（令和2年）11月21日 - 大谷北部第四土地区画整理事業の換地処分が前日に行われたことに伴い、町名地番変更が行われ、大字川の一部が今泉四丁目、向山五丁目の各一部となる[28]。

### 存在していた小字
- 本村[14][29]
- 台辻
- 新田
- 本山[注釈 4]
- 小山

※ 登記簿上は今もなお存在する小字を含む。『新編武蔵風土記稿』には「前」・「神明前」の記載があるが、現在の場所を特定できない。

## 世帯数と人口
2021年（令和3年）1月1日現在（上尾市発表）の世帯数と人口は以下の通りである。
| 大字・丁目 | 世帯数  | 人口    |
| ---------- | ------- | ------- |
| 大字川     | 160世帯 | 372人   |
| 川一丁目   | 363世帯 | 854人   |
| 川二丁目   | 132世帯 | 368人   |
| 計         | 655世帯 | 1,594人 |

## 小・中学校の学区
市立小・中学校に通う場合、学区（校区）は以下の通りとなる。
| 大字・丁目 | 番地                                                  | 小学校             | 中学校             | 備考                                  |
| ---------- | ----------------------------------------------------- | ------------------ | ------------------ | ------------------------------------- |
| 川一丁目   | 全域                                                  | 上尾市立大谷小学校 | 上尾市立大谷中学校 | 今泉小・西中も可（要 通学希望届提出） |
| 川二丁目   | 全域                                                  | 上尾市立大谷小学校 | 上尾市立大谷中学校 | 今泉小・西中も可（要 通学希望届提出） |
| 大字川     | 88〜146、149〜192                                     | 上尾市立大谷小学校 | 上尾市立大谷中学校 | 今泉小・西中も可（要 通学希望届提出） |
| 大字川     | 1〜87、229〜230、237〜238-1、238-4〜259-1、259-3〜273 | 上尾市立大谷小学校 | 上尾市立大谷中学校 |                                       |
| 大字川     | 200〜228、231〜236、238-2〜238-3、259-2、274〜288     | 上尾市立今泉小学校 | 上尾市立大谷中学校 |                                       |
| 大字川     | 147-1                                                 | 上尾市立西小学校   | 上尾市立西中学校   |                                       |

## 事業所
2021年（令和3年）現在の経済センサス調査による事業所数と従業員数は以下の通りである。
| 大字・丁目 | 事業所数 | 従業員数 |
| ---------- | -------- | -------- |
| 大字川     | 31事業所 | 645人    |
| 川一丁目   | 15事業所 | 44人     |
| 川二丁目   | 8事業所  | 43人     |
| 計         | 54事業所 | 732人    |

## 交通
地区内に鉄道は敷設されていない。下記路線バス利用でJR東日本高崎線上尾駅が最寄り駅となっている。

### 道路
地区内に国道や主要地方道・県道は通っていない。
- 上尾平方線[32]（市民体育館通り）
- 鴨川側道線[10]
- 小敷谷今泉線
- 中新井小泉線

### バス
上尾駅西口駅前より西上尾第一・第二団地方面や川越駅方面への路線バスが多数運行されている。
東武バスウエスト上尾営業所
地区内は「川」バス停留所が設置されている。
上尾市コミュニティバス「ぐるっとくん」
- 平方小敷谷循環

地区内は「西中学校南」、「川神明会館」、「川」バス停留所が設置されている。

## 地域

### 町内会
- 川自治会[35]

### 祭事
- 川の大じめ[26] - 市指定無形民俗文化財。かつての集落の入口に位置していた。川地区で毎年5月15日に行われる魔除けの行事。

### 施設
地内に指定緊急避難場所は存在しない。
- 上尾市立西中学校 - 一部が立地
- 双葉台幼稚園 - 敷地の一部が立地
- 武蔵野銀行 西上尾支店
- 神明神社 - 八枝神社の兼務社[19]
- 川神明会館 - 神明神社境内地に所在
- 富士見親水公園 - 鴨川河川敷の公園で一部が立地する。
- あじさい公園
- 六建ニュータウン調節池[9]
- 大谷北部第二5号調整池